# Metzburg (Adelsgeschlecht)

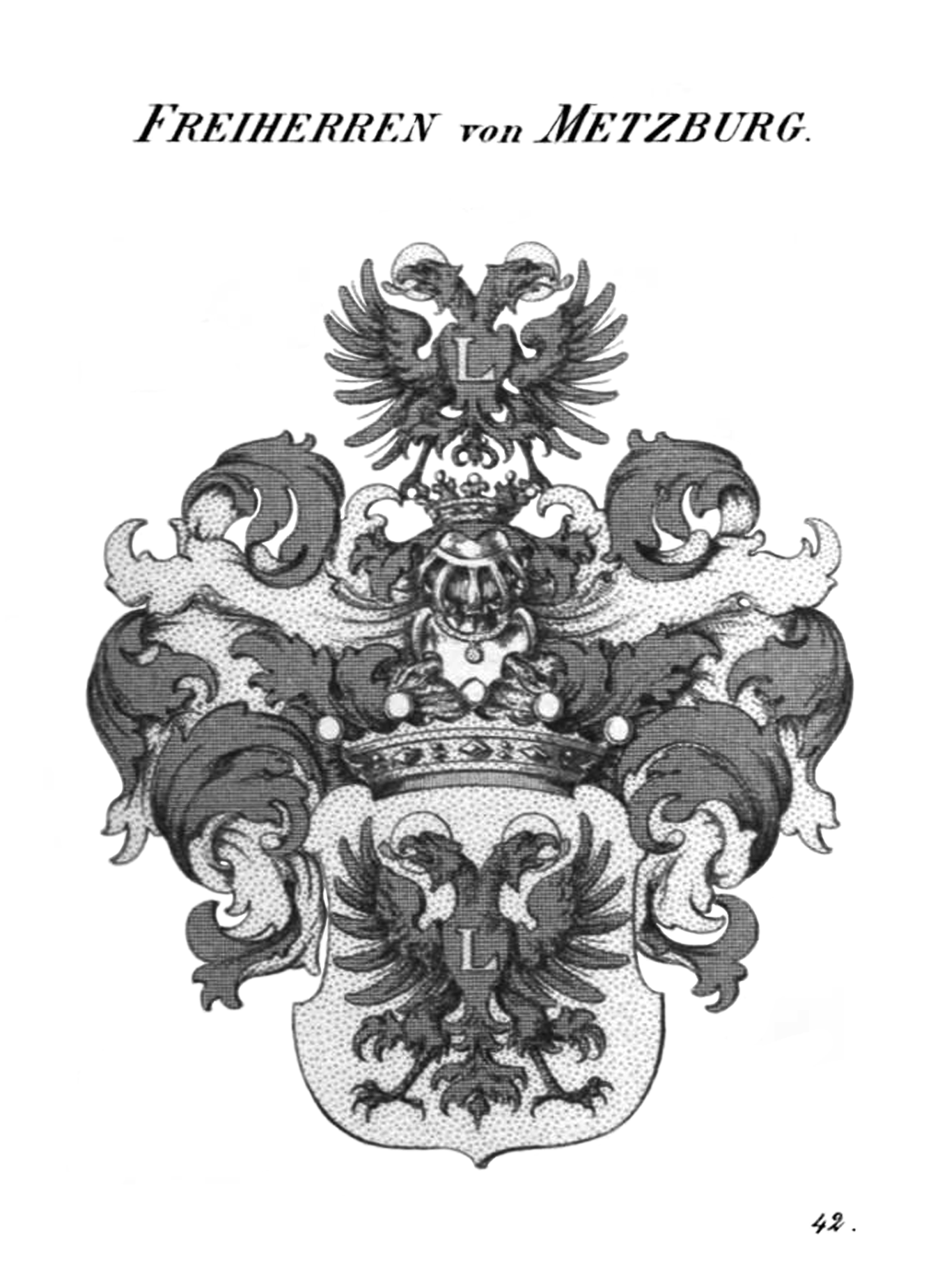
Wappen derer von Metzburg

Von Metzburg ist der Name einer erloschenen freiherrlichen Familie, die mehrere bekannte Mitglieder hervorgebracht hat.

## Geschichte
Die Familie stammte aus Freiburg im Breisgau und nannte sich ursprünglich Metzger. Ein Johann Georg Metzger starb dort 1615. Ein anderer Johann Georg, gestorben 1631 in Freiburg im Breisgau, war Regimentsrat. Sein jüngster Sohn Josef Anton lebte um 1697 in Graz. Dessen älterer Bruder Johann Georg war elf Jahre k. k. Legationssekretär in Konstantinopel und wurde von Kaiser Leopold I. (1640–1705) mit einer goldenen Kette mit dem Bildnis des Kaisers beschenkt. Er war verheiratet mit Elisabeth, Tochter des Simon von Remmingen.
Sein Sohn Johann Georg wurde 1663 Stadthauptmann und Postmeister in Brünn und wurde 1683 zur Zeit der Türkenbelagerung von Brünn nach Wien gesandt. Kaiser Leopold erhob ihn mit Diplom vom 8. September 1690 und dem Prädikat von Metzburg in den Reichsritterstand. Er starb 1698. Er war verheiratet mit Anna von Masy.
Sein Sohn Karl Josef, kaiserlicher Postmeister in Brünn, wurde in Anerkennung seiner beim Abschluss des Friedensvertrags von Rijswijck erworbenen Verdienste, an dessen Verhandlungen er als Mitglied der Delegation des Grafen Kaunitz mitgewirkt hatte, mit Diplom vom 24. Dezember 1714 in den Reichsfreiherrenstand erhoben. Schon mit Diplom vom 27. November 1702 hatte er die böhmische Landmannschaft erlangt. Sein Bruder Johann Georg erhielt 1710 den böhmischen Ritterstand.
Karl Josefs Sohn Christof Augustin (* 1704; † 5. März 1757), aus der Ehe mit Cäcilie von Rodl, war Sekretär des Landrechtes in Graz. Aus dessen Ehe mit Maria Katharina von Hitzelberg stammten mehrere Kinder. Der älteste Sohn war der bekannte Jesuitenpater Georg Ignaz Freiherr von Metzburg (1735–1798), Professor der Mathematik an der Universität Wien, der wesentlich zur Kartographie Galiziens beitrug. Der zweite Sohn Gottfried Freiherr von Metzburg wurde ebenfalls Jesuit und Rhetorikprofessor in Graz. Der dritte Sohn Franz Leopold (1746–1789) starb als Diplomat in Jassy. Die Tochter Barbara Freiin von Metzburg (1740–1786) heiratete den Landmarschall Max Edlen von Paumgartten und war die Mutter der k. k. Generäle Max und Johann von Paumgartten und die Großmutter des Generals Franz Xaver von Paumgartten.
Aus der Ehe Franz Leopolds von Metzburgs mit Marie von Raab entstammte der Sohn Johann Nepomuk Freiherr von Metzburg (1780–1839), Kreishauptmann in Żółkiew, nördlich von Lemberg Er wurde 1828 zum Vizepräsidenten des Generalrechnungsdirektoriums ernannt und hinterließ sechs Kinder.
Der älteste Sohn Heinrich (17. Oktober 1808 bis 21. Oktober 1860) wurde Offizier und heiratete Ottilie von Colonius. Die älteste Tochter Emilie (22. August 1807 bis 24. September 1856) wurde die Ehefrau des Staatsrates Josef Freiherrn von Knorr und nach dessen Tod 1839 des Grafen Ferdinand von Colloredo. Der zweite Sohn Franz (* 7. Juni 1813) wurde Diplomat unter Klemens Wenzel Lothar von Metternich und starb 1859 unverheiratet als Legationsrat. Josefine, die zweite Tochter (* 27. November 1810 in Lemberg; † 16. Juli 1838 in Mauer) heiratete Rudolph von Vivenot. Der jüngste Sohn Hans (* 26. Oktober 1815) schlug die Beamtenlaufbahn ein, wurde Vizepräsident bei der mährischen Statthalterei und lebte nach seiner Versetzung in den Ruhestand in Salzburg. Die letzten Lebensjahre verbrachte er auf Schloss Stiebar bei Gresten, wo er am 28. Juni 1889 starb. Auch seine Schwester Laura (1. April 1817 bis 25. Februar 1884) blieb unverheiratet.
Da Heinrich von Metzburg kinderlos starb, ist die Familie der Freiherren von Metzburg erloschen.

## Persönlichkeiten
- Georg Ignaz Freiherr von Metzburg (1735–1798), österreichischer Jesuit, Mathematiker und Geometer
- Gottfried Freiherr von Metzburg (1738–1797), österreichischer Jesuit, Lehrer und Bibliothekar
- Franz Leopold Freiherr von Metzburg (1746–1789), österreichischer Diplomat
- Johann Nepomuk Freiherr von Metzburg (1780–1839), österreichischer Beamter und Statistiker
- Johann von Metzburg (1815–1889), österreichischer Beamter

## Wappen
Blasonierung: In Gold ein aufrecht stehender doppelter schwarzer Adler, auf dessen Brust der goldene Buchstabe „L“ zu sehen ist. Gekrönter Helm mit Halskleinod darauf die Freiherrnkrone und aus dessen Krone der oben beschriebene Adler hervorwächst. Helmdecken schwarz-goldenen.